# Maesa striatocarpa
Maesa striatocarpa är en viveväxtart som beskrevs av Chieh Chen. Maesa striatocarpa ingår i släktet Maesa och familjen viveväxter. Inga underarter finns listade i Catalogue of Life.